# 我哋係香港人，唔係中國人。

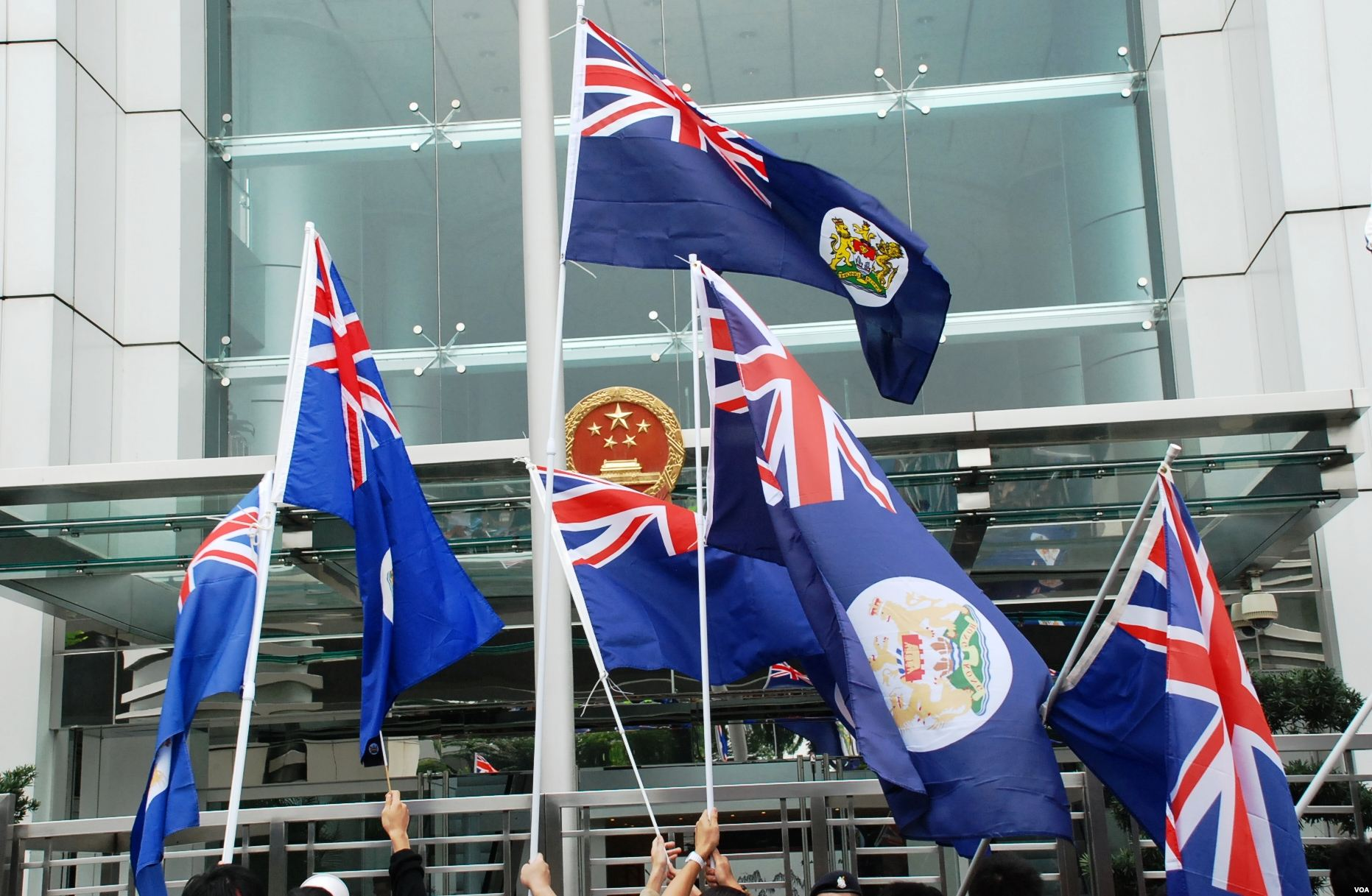
群組成員在香港中聯辦前揮動香港旗

「我哋係香港人，唔係中國人。」（粵語中「我們是香港人，不是中國人」的意思）是一個於2012年7月在上成立的香港網路團體，成員藉群組宣称要表達對中華人民共和國政府的不滿，希望中央政府不要再干預香港。該群組的簡介是「 熱愛香港！香港人香港事！香港人有能力自立，要真正的自決！」，而組織的前發言人為社運人士陳梓進。
直至2013年末，共有大約一千多名用戶訂閱了該群組專頁的訊息。2016年1月13日，此團因違反Facebook的社群守則而被管理員移除。

## 運動與主張
這個群組的成員有參與2012年9月中的「光復上水」反水貨客行動，到港鐵上水站舉行反水貨客和反中國大陸示威，有示威者舉起「中國人滾回中國」的標語。同年10月1日及2013年1月1日參與元旦大遊行到香港中聯辦前高舉揮舞英屬香港旗（龍獅旗）示威，宣示港人對中共干預香港施政、打壓自由空間的不滿，要求北京當局除了國防及外交以外，不要介入香港事務，尊重一國兩制、高度自治。運動發起人表示，他們這樣做是因為對回歸後的狀況不滿，認為港人利益受損，但不滿政府並不等於要搞港獨，但該組織不反對港獨。”
陳梓進表示，近日發生很多讓香港民眾不滿的事件，包括與深圳相連的新界上水充斥中國大陆水貨客、陸客自由行一簽多行等問題。他認為，香港與中國大陆之界線越來越模糊，抗議行動目的是「守護香港界線」。陳梓進也表示：「香港人身份認同感上升最快，主要是由於近年赴港的大陸自由行旅客很多不文明的舉動，例如不守秩序、小孩隨處大小便等，激化港人對中國的排斥。」陳梓進認為，中共建國之後，「中國人」這個身份被政治化，自認中國人等如認同中共政權，所以他的群組稱為「我們是香港人，不是中國人。」，他不會否認自己的血緣、地緣與中國大陸這片土地的聯繫，但「你可以說我是華人、說我是唐人，但你絕對不可以說我是中國人」。他說，「在目前的社會氣氛下，需要用激烈的示威方式刺激當權者注意，無論有沒有高舉香港旗示威，北京當局都會收緊香港的自由、民主進程。我們走出來只是希望做一件事情，就是叫醒一些香港人：其實中共是一直收緊香港的自由。」他認為，高舉英治時期旗幟示威達到預期效果，「我覺得我們某程度上是成功了，但當然不是完全的勝利，是某程度我們知道執政者、當權者是會留意這一群人在做甚麼，希望他們從而理解到我們的信息、改善施政。」
參加2013年香港元旦大遊行到中聯辦的人數約有100多人，陳梓進認為，靠網絡動員有這樣的人數已經不錯。這個被認為有組織力群組於遊行時還派發香港小旗及貼紙、售賣香港旗襟章，他們高呼「香港人管治香港」、「反對西環治港」等口號。遊行隊伍到達中聯辦時，群組成員播放英國國歌並舉行英治香港旗的升旗禮，亦有示威者撕毀及焚燒紙製的中國共產黨黨旗。他們製作一個巨型的符咒放置在中聯辦門外，印上《香港基本法》第二十二條，喻意「封印厲鬼」、中聯辦應該遵守《基本法》第22條，除了國防及外交，不得干預香港自行管理的事務。亦有示威者高呼要求中聯辦撤出香港的口號。遊行發起人陳梓進宣讀遊行宣言時表示，香港主權移交中國15年半，北京當局不斷以「一國」強調香港的主權所屬，欲置「兩制」消失於無形，僭越《中英聯合聲明》及《基本法》訂明的權責。若不停止干預香港內部事務，這個群組將會動員香港市民向聯合國申訴，要求國際介入，處理北京違反《聯合聲明》的問題。高舉香港旗遊行的學生表示，中共管治香港的手法與西藏相似，都是以大量的中國大陸移民沖淡本土的文化、聲音，目前每日有150個中國大陸單程證來港的新移民，這些新移民香港政府沒有審批權；他們說，用香港旗示威可以為香港人發聲，因為英國殖民統治時期沒有大量英國人移居香港爭奪福利及學位等社會資源。
香港電台及其節目《議事論事》多次訪問群組發言人陳梓進，該節目監製馬占威表示，邀請立法會議員及不同意見的團體代表，是希望提供機會給他們同臺討論反國民教育運動及撐政府等活動。
有香港人則對這個團體不滿，批判他們「反中」、「去中國化」、公然鼓吹宣揚香港獨立。陳梓進於2013年2月赴香港電台接受訪問時，有該群組成員遇襲受傷送醫。

## 成員變遷
2013年3月1日，群組發言人陳梓進宣佈與林鴻達等其他四位核心成員（Jerry、Max、Pal、Him）離開群組。2013年3月2日，群組發起人張漢賢宣佈退出群組，同時招顯聰擔任發言人。